# Neuilly-le-Réal
 Neuilly-le-Réal  là một xã ở tỉnh Allier thuộc miền trung nước Pháp.